# キャスリン・ワット
キャスリン・ワット（Kathryn Watt、1964年9月11日 - ）は、オーストラリア、ワラガル出身の元女子自転車競技（ロードレース）選手。
英語圏では一般的に、キャシー・ワット(Kathy Watt)と呼ばれている。

## 来歴
地元では著名な市民ランナーだったジェフ・ワットの実娘であり、当初は父親の影響を受け、陸上の中・長距離走に取り組み、国内選手権大会のジュニア部門で優勝した実績を持つが、後にアキレス腱を痛めたことからデュアスロンに転向。さらにその後、自転車競技一本に絞って活動するようになった。
1992年バルセロナオリンピックでは、個人ロードレースで金メダル、トラックレースの個人追抜で銀メダルを獲得する活躍を見せた。

### 主な実績
1990年
- コモンウェルスゲームズ 個人ロードレース 優勝

1992年
- バルセロナオリンピック
  -  個人ロード 優勝
  -  個人追抜 2位
- オーストラリア選手権 個人ロード 優勝

1993年
- オーストラリア選手権 個人ロード 優勝

1994年
- コモンウェルスゲームズ 個人ロードレース 優勝
- オーストラリア選手権 個人ロード 優勝

1995年
- ロードレース世界選手権
  - 個人タイムトライアル(ITT) 3位

1996年
- アトランタオリンピック
  - 個人ロード 9位
  - ITT 4位
  - 個人追抜 8位

1998年
- オーストラリア選手権 個人ロード 優勝

2005年
- クロノ・シャンプノワ 優勝

2006年
- オーストラリア選手権 ITT 優勝

2007年
- オセアニアンゲームズ 個人ロードレース 優勝